# Cautires renatae
Cautires renatae – gatunek chrząszcza z rodziny karmazynkowatych i podrodziny Lycinae.
Gatunek ten opisany został po raz pierwszy w 2016 roku przez Alice Jiruskovą, Michala Motykę i Ladislava Bocáka z Uniwersytetu Palackiego na łamach European Journal of Taxonomy. Opisu dokonano na podstawie dwóch okazów odłowionych w 2013 roku. Jako miejsce typowe wskazano drogę ze wsi Raja do Gua Musang w stanie Kelantan. Epitet gatunkowy nadano na cześć Renaty Bilkovej z Uniwersytetu Palackiego.
Chrząszcz o smukłym ciele długości około 7,6 mm. Ubarwiony jest czarno z pomarańczowym owłosieniem na przedpleczu oraz na przednich ⅓ długości żeberek pierwszorzędowych i przednich ćwiartkach długości żeberek drugorzędowych pokryw. Mała głowa zaopatrzona jest w tęgie, blaszkowate czułki, u których blaszka trzeciego członu przekracza nieco długością półtorakrotność długości członu, oraz w duże, półkuliste oczy złożone o średnicach wynoszących 1,34 ich rozstawu. Przedplecze ma około 1,2 mm długości, 1,55 mm szerokości, tępe kąty przednie, silnie wyniesione i lekko wklęsłe krawędzie boczne oraz mocno wystające kąty tylne. Listewki dzielą jego powierzchnię na siedem komórek (areoli), z których środkowa jest kompletna i przylega do tylnego brzegu przedplecza. Pokrywy mają równoległe boki i powierzchnię podzieloną dobrze rozwiniętymi żeberkami podłużnymi pierwszorzędowymi i drugorzędowymi oraz gęsto rozmieszczonymi żeberkami poprzecznymi na komórki (areole). Genitalia samca cechują się grubym, acz przewężonym pośrodku prąciem o stępionym szczycie.
Owad orientalny, endemiczny dla Malezji, znany tylko z lokalizacji typowej w stanie Kelantan. Spotkany został na wysokości 980 m n.p.m.